# Защита электрической сети
Защита электрической сети — комплекс конструктивно-технологических решений и инженерно-технических мероприятий, целью которых является защита электрической цепи потребителя электрической энергии.
Разделяется на устройства первичной и вторичной защиты.

## Устройства первичной защиты электрической сети
Обеспечивают:
- общее отключение сети при превышении напряжением питающей сети порогового значения и последующее восстановление подключения при возврате в пределы нормы,
- отключение при снижении напряжения питающей сети ниже нижнего порога.

Устанавливаются на вводе электрической сети, в случае частного дома или квартиры, сразу после счётчика электрической энергии.
Примеры:
- автоматическое защитное устройство (АЗУ-60).

Способ работы — адаптивный: при потенциальной опасности принятие решения на отключение принимается контроллером, который анализирует параметры питающей сети. В современных контроллерах применяется микропроцессорная обработка сигнала предварительно полученного специальными устройствами (например, измерительным трансформатором).
Отличия:
- выдерживают высокие токи потребления от 6 до 60 Ампер,
- рассчитаны на высокую скорость срабатывания от 0,01 до 0,005 секунды.

Так как период в питающей сети частотой 50 Гц составляет 0,02 секунды, то и время срабатывания защитного устройства, контролирующего сетевое напряжение, должно быть меньше 0,02 секунды.

## Устройства вторичной защиты электрической сети
Обеспечивают:
- стабилизацию напряжения,
- отключение нагрузки (в виде подключенных отдельных энергопотребляющих приборов, квартир, частных домов) при превышении напряжением питающей сети порогового значения.

Способ работы — инерционный: отключение происходит после возникновения опасного напряжения, время срабатывания превышает 0,1 секунды.
Отличия:
- обеспечивают защиту лишь в очень ограниченных пределах, так как устройства работают по инерционному способу,
- не рассчитаны на импульсные скачки напряжения.

Примеры устройств вторичной защиты:
- плавкие предохранители,
- автоматические выключатели,
- блоки бесперебойного питания,
- стабилизаторы напряжения,
- устройства токовой защиты (УЗО).